# アンダー・コントロール
アンダー・コントロール（原題 ドイツ語：Unter Kontrolle）は、2010年にドイツで製作された原子力技術・産業に関するドキュメンタリー映画作品である。監督はフォルカー・ザッテル（Volker Sattel）。
2011年2月11日に第61回ベルリン国際映画祭のフォーラム部門にてプレミア上映されたが、直後の3月11日に日本で福島第一原発事故が発生したために原子力撤廃をめぐってドイツ国内で高度に政治的敏感さをともなう作品となった（3月に独バーデン＝ヴュルテンベルク州の議会選挙で「反原発」を掲げる同盟90/緑の党が連立与党を破り、5月30日に、メルケル政権は2022年までに国内の全原発を廃止する法案を閣議決定した）。
本作は、多くの映画祭で上映された後に、2011年5月26日に劇場公開された。

## 内容

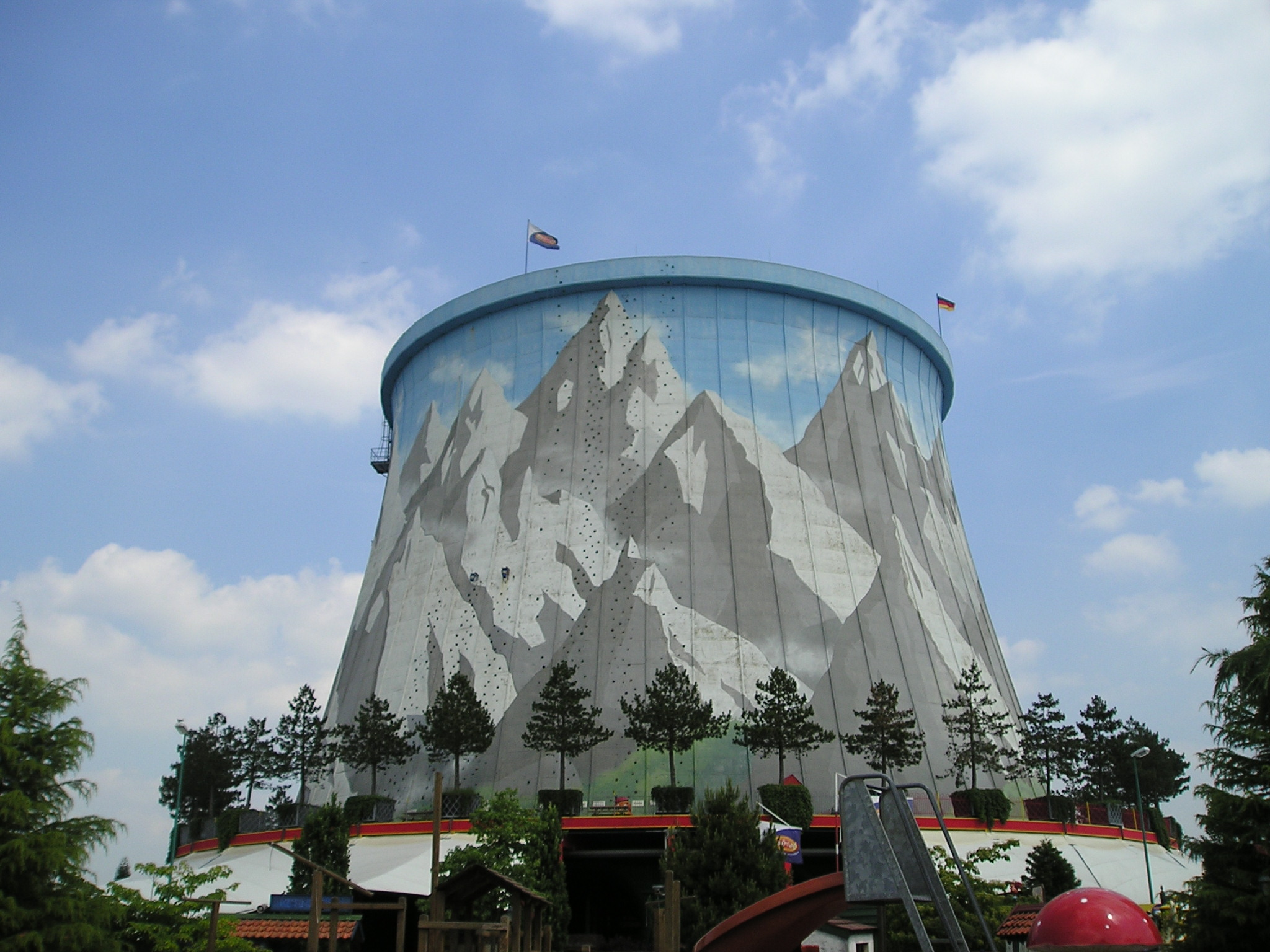
遊園地に改装されたカルカーの高速増殖炉

この作品は、ドイツ各地の原子力発電所、オーストリアのウィーンにある国際原子力機関（IAEA）などの原子力関連施設、およびそこで働く人々の姿を原発賛成・原発反対のどちらでもない客観的態度によって紹介。運転中・停止中または解体中の原発が次々に紹介され、建設されたものの運転されずに遊園地に改装されたカルカーの高速増殖炉跡（ワンダーランド・カルカー）とその空中メリーゴーラウンドで遊ぶ子供たちの姿なども映し出される。

## 監督
監督・脚本・撮影をこなしたフォルカー・ザッテルは、1970年生まれ。ルートヴィヒスブルクにあるバーデン＝ヴュルテンベルク映画アカデミー（Filmakademie Baden-Württemberg）で1993年から1999年まで監督と撮影について学んだ。1990年代半ばから、監督・脚本家・撮影監督・編集者として、ドキュメンタリー映画や実験的な映画を製作した。彼は、客員講師として、ポツダム・バーベルスベルクにあるコンラート・ウルフ映画テレビ学校（Hochschule für Film und Fernsehen „Konrad Wolf“）およびケルンにあるケルン・メディア芸術大学で教えている。

## 映画祭・受賞歴
ベルリン国際映画祭で初上映された後、多くの映画祭で招待作品となっている。第23回アウクスブルクインデペンデント映画デー、第8回ハンブルクドキュメンタリー映画ウィーク、第13回ブエノスアイレスインディペンデント国際映画祭（アルゼンチン）、オスナブリュック欧州メディアアート映画祭（ドイツ）、第12回全州（チョンジュ）国際映画祭、第21回メクレンブルク＝フォアポンメルン州映画芸術祭、ルートヴィヒスハーフェン・アム・ラインでのドイツ映画祭、第26回ミュンヘン国際ドキュメンタリー映画祭。
ザッテル監督は、NRW映画･メディア財団の「ゲルト·ルーゲ（Gerd Ruge）プロジェクト奨学金」により映画予算のための30,000ユーロを獲得した。

## 日本での公開
日本では、ダゲレオ出版（イメージフォーラムの出版部門）が配給元となり、2011年11月に劇場公開が開始された。